# Cathay Pacific

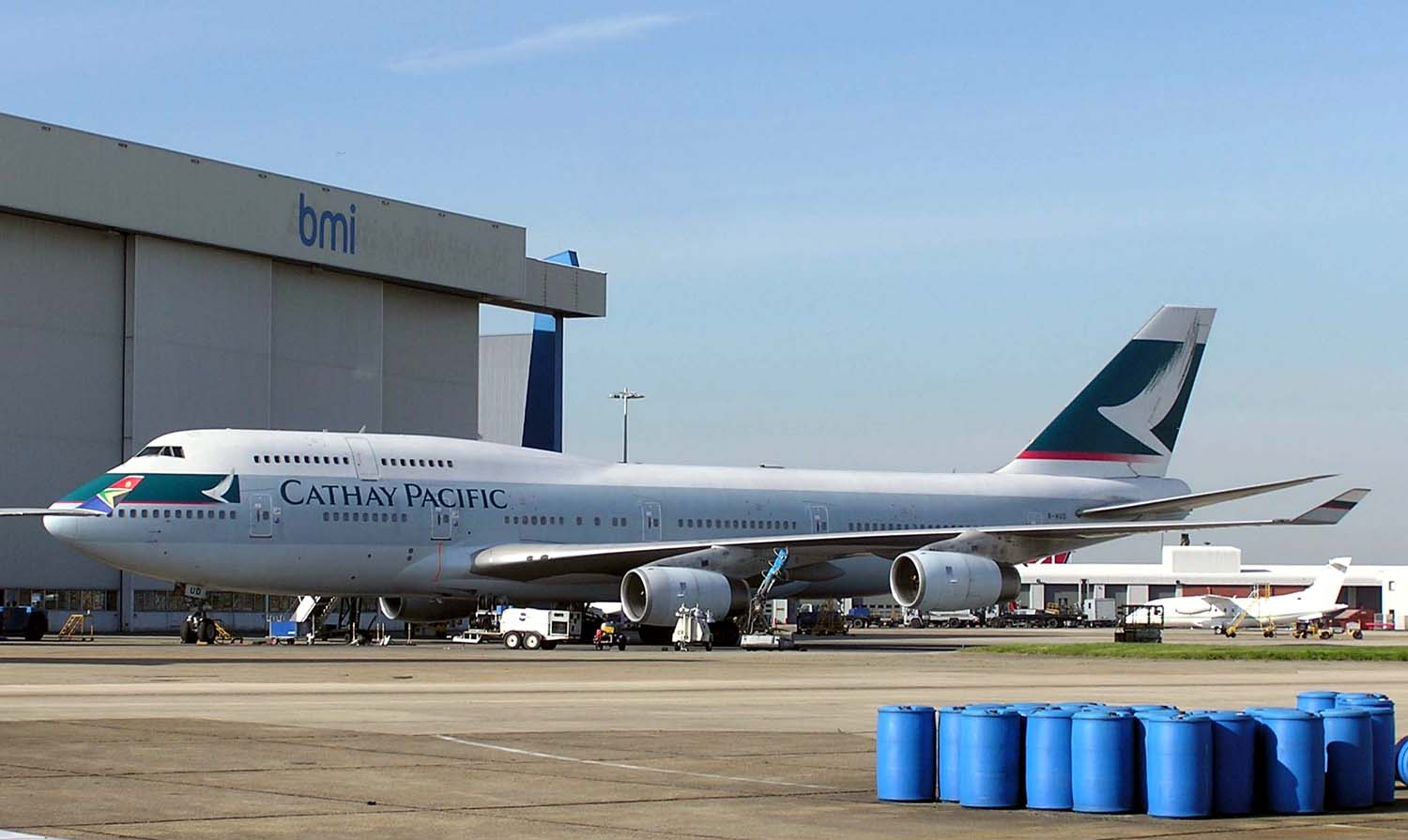
A Cathay Pacific Boeing 747–400-as repülőgépe Londonban.

A Cathay Pacific Airways Limited (IATA: CX, ICAO: CPA, Hívójel: CATHAY), közismertebb nevén Cathay Pacific, egy ázsiai légitársaság, amely Hongkongban székel, és több mint 90 járatot üzemeltet világszerte. A bázisrepülőtere a Hongkongi nemzetközi repülőtér. A Oneworld légiszövetség egyik alapító tagja.

## Történelem
A Cathay Pacificot 1946-ban alapították Sanghajban.

## Díjak
A Cathay Pacific 2003-ban, 2005-ben és 2006-ban elnyerte a Világ Legjobb Légitársasága címet.

## Flotta
| Típus             | Darab | Rendelés | Férőhely | Megjegyzés                           |
| Airbus A330-300   | 41    | 2        | 242-307  |                                      |
| Airbus A350-900   | 22    | -        | 280      |                                      |
| Airbus A350-1000  | 2     | 24       | -        |                                      |
| Boeing 777-200    | 5     | -        | 336      | Fokozatos kivonás, helyébe A350-900  |
| Boeing 777-300    | 12    | -        | 398      | Fokozatos kivonás, helyébe A350-1000 |
| Boeing 777-300 ER | 49    | 4        | 275-340  | 747-esek cseréje                     |
| Boeing 777-9X     | -     | 21       | -        | Szállítások:2021-2024                |
| ----------------- | ----- | -------- | -------- | ------------------------------------ |